# Ithaca 37
Le fusil à pompe Ithaca Modèle 37 a été conçu en 1933 par Harry Howland en se basant sur un brevet de John Browning utilisé pour le Remington Model 17 (en), il est produit par l'Ithaca Gun Company (en) depuis 1937 (prenant le nom de M87 de 1987 à 1995) et sous licence par la firme argentine Industrias Marcati sous le nom de Bataan Modelo 71. Il a aussi inspiré à la FN Herstal le Browning BPS.

## Présentation
Il se distingue de l'immense majorité des fusils à pompe par l'éjection des cartouches tirées par le dessous de l'arme au lieu de la classique chambre d'éjection placée à droite du fusil. L'Ithaca 37 est en conséquence souvent utilisé par les gauchers qui n'ont pas à craindre le passage des cartouches brûlantes devant leur visage quand ils épaulent le fusil à gauche.
Autre particularité, à l'instar du Winchester M1897, l'Ithaca 37 permet le Slamfire (en). Dès lors que la détente reste pressée, l'action de la pompe déclenche immédiatement un nouveau tir quand la munition est chambrée. Cela permet un tir plus rapide qui offre aujourd'hui encore une place importante à l'Ithaca 37 dans les compétitions américaines de tir de vitesse.

## Modèles civils
- Versions chasse :
  - Variantes : Featherlight (modèle courant), Ultralight (version à carcasse allégée), Deerslayer I/III/III (version à canon pour le tir à balle munie d'une visée réglable ou d'une lunette de visée), Grouse/Turkey/Waterfowl (respectivement dédiés à la chasse aux tétraonidés, dindons sauvages et sauvagines). Elles peuvent comporter une bande ventilée.
  - Finition : Standard, deluxe et suprême.
  - Canon : 51/61/63,5/71/76/81 cm en calibre 12 ; 66 ou 71 en calibre 16 et 20.
  - Encombrement : 101–131 cm pour 2,3 à 4,9 kg (en calibre 12/16/20) / 116-121 pour 3 à 3,3 kg (en calibre 28)
- Version de tir sportif
  - Variantes : 37T (ball-trap) et 37S (skeet)
  - Canon : 71/76 cm.
  - Longueur : 121–126 cm
  - Masse à vide : 2,9-3,2 kg
- Versions défense personnelle
  - Appellation du fabricant : Defense/Homeland Security
  - Construction : crosse et pompe en bois ou polymère ; magasin court (5 coups) ou long (8 coups) ; calibre 12 ou 20.
  - Canon : 47/51 cm muni seulement d'un guidon.
  - Encombrement : 97 pour 2,9 kg/101 cm pour 3,1 kg
- Version munies d'une crosse pistolet
  - Appellation du fabricant : Handgrip
  - Construction : crosse et pompe en bois ou polymère ; magasin long (8 coups) ; calibre 12.
  - Canon : 47/51 cm muni seulement d'un guidon.
  - Encombrement : 76 cm pour 3,1 kg

## Modèles destinés aux policiers et militaires
- Versions à crosse d'épaulementVersion Handgrip avec magasin court et poignée-pistolet.

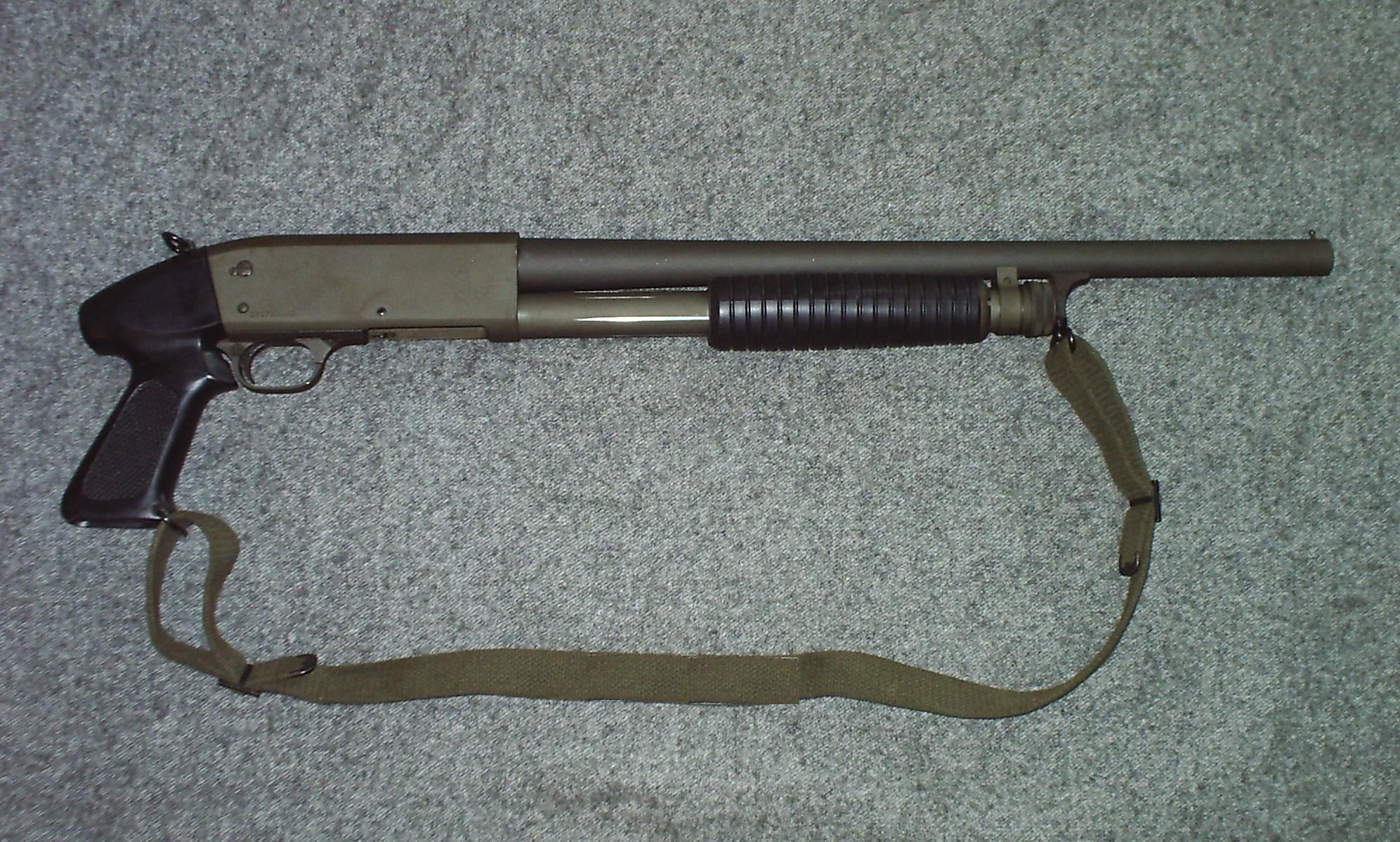
Version Handgrip avec magasin court et poignée-pistolet.

  - Appellation du fabricant : M&P, DSPS (version à canon pour le tir à balle munie d'une visée réglable).
  - Construction : crosse et pompe en bois ou polymère ; magasin court (5 coups) ou long (8 coups) ; calibre 12.
  - Canon : 47/51 cm muni seulement d'un guidon.
  - Encombrement : 97 pour 2,9 kg (5 coup)/101 cm pour 3,1 kg (8 coups)
- Version munies d'une poignée-pistolet
  - Appellation du fabricant : Stakeout
  - Construction : crosse et pompe en bois ou polymère ; magasin court (5 coups) ; calibre 12 ou 20.
  - Canon : 34 cm muni seulement d'un guidon.
  - Encombrement : 63 cm pour 1,9 à (calibre 20) à 2,3 (calibre 12) kg

## Adoption par des services officiels aux États-Unis
Les Forces armées des États-Unis l'utilisa lors de la Seconde Guerre mondiale et s'en fit livrer 6770 exemplaires dont beaucoup furent reversés à l'Armée sud-vietnamienne. Mais les plus fameux utilisateurs furent les policiers californiens des Los Angeles Police Department, Los Angeles County Sheriff's Department et San Francisco Police Department mais aussi ceux du New York City Police Department.

## Quelques utilisateurs étrangers
- Argentine
- Bolivie
- Chili
- Colombie
- Corée du Sud
- Roumanie
- Slovénie
- Thaïlande

## Copies étrangères
- La firme chinoise Norinco propose à l'exportation depuis 1988 une copie appelé Norinco HL-12-102 déclinée en version chasse (canon de 71cm) et police.

## Dans la culture populaire
Répandu parmi de nombreux police departments, l'Itaca 37 arme aussi de nombreux officiers et détectives fictifs dans l'œuvre de James Ellroy et donc dans ses adaptations cinématographiques que sont Cop (1987) et L.A. Confidential (1997). Il est aussi utilisé par la police dans French Connection (NYPD), 16 Blocs (NYPD). Les joueurs peuvent eux aussi utiliser le fusil dans des jeux vidéo comme la série grand theft auto, dans Vice city et san andreas. L'arme apparait aussi dans resident evil 5. Pour plus d'informations, consulter le site anglophone Internet Movie Firearms Database.